# UEFA Nations League 2018-2019 - Lega C
Questa voce raccoglie un approfondimento sulle gare della Lega C dell'UEFA Nations League 2018-2019. La fase a gironi della Lega C si è disputata tra il 6 settembre e il 20 novembre 2018.

## Formato
La Lega C è formata da 15 squadre del ranking UEFA classificate dal venticinquesimo al trentanovesimo posto, divise in quattro gruppi (un gruppo composto da tre squadre e tre gruppi composti da quattro squadre). Le prime due squadre classificate di ogni gruppo avanzano nella Lega B della UEFA Nations League 2020-2021, mentre le ultime quattro squadre classificate dei gruppi 2, 3 e 4, insieme alla terza peggiore classificata del gruppo 3, vengono inizialmente retrocesse nella Lega D, ma a seguito del cambio di formula del torneo a partire dall'edizione successiva, nessuna delle squadre partecipanti a questa Lega viene retrocessa in quella inferiore.

## Squadre partecipanti
Le squadre sono state assegnate alla Lega C in base al coefficiente UEFA dopo il sorteggio per il turno di spareggio delle qualificazioni al campionato mondiale di calcio 2018 per la zona UEFA tenutosi l'11 ottobre 2017. Le squadre erano inserire in quattro urne (tre urne composte da quattro squadre e un'urna composta da tre) ordinate in base al loro coefficiente. Le urne per il sorteggio sono state annunciate il 7 dicembre 2017.
| Squadra  | Coeff  | Rank |
| -------- | ------ | ---- |
| Ungheria | 26.486 | 25   |
| Romania  | 26.057 | 26   |
| Scozia   | 25.662 | 27   |
| Slovenia | 25.148 | 28   |

| Squadra  | Coeff  | Rank |
| -------- | ------ | ---- |
| Grecia   | 24.931 | 29   |
| Serbia   | 24.847 | 30   |
| Albania  | 24.430 | 31   |
| Norvegia | 24.208 | 32   |

| Squadra    | Coeff  | Rank |
| ---------- | ------ | ---- |
| Montenegro | 23.912 | 33   |
| Israele    | 22.792 | 34   |
| Bulgaria   | 22.091 | 35   |
| Finlandia  | 20.501 | 36   |

| Squadra  | Coeff  | Rank |
| -------- | ------ | ---- |
| Cipro    | 19.491 | 37   |
| Estonia  | 19.441 | 38   |
| Lituania | 18.101 | 39   |

Il sorteggio per la fase a gironi si è svolto il 24 gennaio 2018 alle ore 12:00 CET a Losanna, in Svizzera. Il programma della fase a gironi è stato confermato dalla UEFA dopo il sorteggio.

## Gruppo 1

### Classifica
| Pos | Squadra | Pt | G | V | N | P | GF | GS | DG |
| --- | ------- | -- | - | - | - | - | -- | -- | -- |
| 1.  | Scozia  | 9  | 4 | 3 | 0 | 1 | 10 | 4  | +6 |
| 2.  | Israele | 6  | 4 | 2 | 0 | 2 | 6  | 5  | +1 |
| 3.  | Albania | 3  | 4 | 1 | 0 | 3 | 1  | 8  | -7 |

Nota:
Israele promosso d'ufficio in Lega B della UEFA Nations League 2020-2021 per via della riforma della competizione in vigore a partire dalla stagione successiva.

### Risultati
| Arbitro: | Viktor Kassai |

|           |           |  |
| Xhaka 55’ | Marcatori |  |

| Arbitro: | Matej Jug |

|                                  |           |  |
| Djimsiti 47’ (aut.) Naismith 68’ | Marcatori |  |

| Arbitro: | Daniel Stefański |

|                               |           |                    |
| Peretz 52’ Tierney 75’ (aut.) | Marcatori | 25’ (rig.) Mulgrew |

| Arbitro: | Paolo Silvio Mazzoleni |

|                   |           |  |
| Hemed 8’ Saba 83’ | Marcatori |  |

| Arbitro: | Vladislav Bezborodov |

|  |           |                                                   |
|  | Marcatori | 14’ Fraser 45+2’ (rig.) Fletcher 55’, 67’ Forrest |

| Arbitro: | Tobias Welz |

|                       |           |                     |
| Forrest 34’, 43’, 64’ | Marcatori | 9’ Kayal 75’ Zahavi |

## Gruppo 2

### Classifica
| Pos | Squadra   | Pt | G | V | N | P | GF | GS | DG |
| --- | --------- | -- | - | - | - | - | -- | -- | -- |
| 1.  | Finlandia | 12 | 6 | 4 | 0 | 2 | 5  | 3  | +2 |
| 2.  | Ungheria  | 10 | 6 | 3 | 1 | 2 | 9  | 6  | +3 |
| 3.  | Grecia    | 9  | 6 | 3 | 0 | 3 | 4  | 5  | -1 |
| 4.  | Estonia   | 4  | 6 | 1 | 1 | 4 | 4  | 8  | -4 |

Nota:
Ungheria promossa d'ufficio in Lega B della UEFA Nations League 2020-2021 per via della riforma della competizione in vigore a partire dalla stagione successiva.
Estonia riammessa in Lega C della UEFA Nations League 2020-2021 per via della riforma della competizione in vigore a partire dalla stagione successiva.

### Risultati
| Arbitro: | Gediminas Mažeika |

|          |           |  |
| Pukki 7’ | Marcatori |  |

| Arbitro: | Serdar Gözübüyük |

|  |           |               |
|  | Marcatori | 14’ Fortounīs |

| Arbitro: | Aleksei Kulbakov |

|                             |           |             |
| Sallai 15’ Kleinheisler 43’ | Marcatori | 18’ Manōlas |

| Arbitro: | Orel Grinfeeld |

|           |           |  |
| Pukki 12’ | Marcatori |  |

| Arbitro: | Tobias Stieler |

|               |           |  |
| Mītroglou 65’ | Marcatori |  |

| Arbitro: | Craig Pawson |

|  |           |             |
|  | Marcatori | 90+1’ Pukki |

| Arbitro: | Halis Özkahya |

|                                      |           |                             |
| Luts 20’ Pátkai 70’ (aut.) Anier 79’ | Marcatori | 24’ D. Nagy 54’, 81’ Szalai |

| Arbitro: | Paweł Gil |

|                      |           |  |
| Soiri 46’ Kamara 89’ | Marcatori |  |

| Arbitro: | Luca Banti |

|                     |           |  |
| Granlund 25’ (aut.) | Marcatori |  |

| Arbitro: | Enea Jorgji |

|                     |           |  |
| Orban 8’ Szalai 69’ | Marcatori |  |

| Arbitro: | Slavko Vinčić |

|                     |           |  |
| Szalai 29’ Nagy 37’ | Marcatori |  |

| Arbitro: | Jevhen Aranovs'kyj |

|  |           |                         |
|  | Marcatori | 44’ (aut.) Lampropoulos |

## Gruppo 3

### Classifica
| Pos | Squadra  | Pt | G | V | N | P | GF | GS | DG |
| --- | -------- | -- | - | - | - | - | -- | -- | -- |
| 1.  | Norvegia | 13 | 6 | 4 | 1 | 1 | 7  | 2  | +5 |
| 2.  | Bulgaria | 11 | 6 | 3 | 2 | 1 | 7  | 5  | +2 |
| 3.  | Cipro    | 5  | 6 | 1 | 2 | 3 | 5  | 9  | -4 |
| 4.  | Slovenia | 3  | 6 | 0 | 3 | 3 | 5  | 8  | -3 |

Nota:
Bulgaria promossa d'ufficio in Lega B della UEFA Nations League 2020-2021 per via della riforma della competizione in vigore a partire dalla stagione successiva.
Cipro e Slovenia riammessi in Lega C della UEFA Nations League 2020-2021 per via della riforma della competizione in vigore a partire dalla stagione successiva.

### Risultati
| Arbitro: | Davide Massa |

|          |           |               |
| Zajc 40’ | Marcatori | 3’, 59’ Kraev |

| Arbitro: | István Kovács |

|                   |           |  |
| Johansen 21’, 42’ | Marcatori |  |

| Arbitro: | Daniel Stefański |

|             |           |  |
| Vasilev 59’ | Marcatori |  |

| Arbitro: | Andris Treimanis |

|                                    |           |           |
| Sōtīriou 69’ Stojanović 89’ (aut.) | Marcatori | 54’ Berič |

| Arbitro: | Daniel Siebert |

|              |           |  |
| Selnæs 45+5’ | Marcatori |  |

| Arbitro: | Srđan Jovanović |

|                          |           |              |
| Despodov 59’ Nedelev 68’ | Marcatori | 41’ Kastanos |

| Arbitro: | John Beaton |

|                   |           |  |
| M.Elyounoussi 31’ | Marcatori |  |

| Arbitro: | Mads-Kristoffer Kristoffersen |

|            |           |              |
| Skubic 83’ | Marcatori | 37’ Papoulīs |

| Arbitro: | Mohammed Al-Hakim |

|               |           |                     |
| Zachariou 24’ | Marcatori | 89’ (rig.) Dimitrov |

| Arbitro: | Ruddy Buquet |

|           |           |             |
| Verbič 9’ | Marcatori | 85’ Johnsen |

| Arbitro: | István Vad |

|  |           |                 |
|  | Marcatori | 36’, 48’ Kamara |

| Arbitro: | Hüseyin Göçek |

|            |           |          |
| Ivanov 68’ | Marcatori | 75’ Zajc |

## Gruppo 4

### Classifica
| Pos | Squadra    | Pt | G | V | N | P | GF | GS | DG  |
| --- | ---------- | -- | - | - | - | - | -- | -- | --- |
| 1.  | Serbia     | 14 | 6 | 4 | 2 | 0 | 11 | 4  | +7  |
| 2.  | Romania    | 12 | 6 | 3 | 3 | 0 | 8  | 3  | +5  |
| 3.  | Montenegro | 7  | 6 | 2 | 1 | 3 | 7  | 6  | +1  |
| 4.  | Lituania   | 0  | 6 | 0 | 0 | 6 | 3  | 16 | -13 |

Nota:
Romania promossa d'ufficio in Lega B della UEFA Nations League 2020-2021 per via della riforma della competizione in vigore a partire dalla stagione successiva.
Lituania riammessa in Lega C della UEFA Nations League 2020-2021 per via della riforma della competizione in vigore a partire dalla stagione successiva.

### Risultati
| Arbitro: | Bobby Madden |

|  |           |                  |
|  | Marcatori | 38’ (rig.) Tadić |

| Ploiești 7 settembre 2018, ore 20:45 UTC+2 | Romania       | 0 – 0 referto | Montenegro | Stadio Ilie Oană (0 spett.)\| Arbitro: \| Ivan Kružliak \| |
| Arbitro:                                   | Ivan Kružliak |               |            |                                                            |

| Arbitro: | Vladislav Bezborodov |

|                   |           |                                 |
| Mitrović 26’, 63’ | Marcatori | 48’ (rig.) Stanciu 68’ Țucudean |

| Arbitro: | Jakob Kehlet |

|                               |           |  |
| Savić 34’ (rig.) Janković 35’ | Marcatori |  |

| Arbitro: | François Letexier |

|           |           |                         |
| Žulpa 90’ | Marcatori | 13’ Chipciu 90+4’ Maxim |

| Arbitro: | Gianluca Rocchi |

|  |           |                          |
|  | Marcatori | 18’ (rig.), 81’ Mitrović |

| Bucarest 14 ottobre 2018, ore 15:00 UTC+2 | Romania    | 0 – 0 referto | Serbia | Arena Națională (48 513 spett.)\| Arbitro: \| Kevin Blom \| |
| Arbitro:                                  | Kevin Blom |               |        |                                                             |

| Arbitro: | Robert Schörgenhofer |

|               |           |                                                  |
| Baravykas 88’ | Marcatori | 10’, 45+1’ (rig.) Mugoša 35’ Kopitović 86’ Zorić |

| Arbitro: | Alberto Undiano Mallenco |

|                         |           |            |
| Ljajić 30’ Mitrović 32’ | Marcatori | 70’ Mugoša |

| Arbitro: | Marco Guida |

|                                  |           |  |
| Pușcaș 7’ Keșerü 47’ Stanciu 65’ | Marcatori |  |

| Arbitro: | Kristo Tohver |

|                                                       |           |                 |
| Žulpa 51’ (aut.) Mitrović 58’ Prijović 71’ Ljajić 74’ | Marcatori | 64’ Petravičius |

| Arbitro: | Felix Zwayer |

|  |           |              |
|  | Marcatori | 44’ Țucudean |

## Raffronto tra le terze classificate
La peggiore tra le terze classificate retrocede in Lega D.
| Pos | Gr | Squadra    | Pt | G | V | N | P | GF | GS | DG |
| --- | -- | ---------- | -- | - | - | - | - | -- | -- | -- |
| 1   | C2 | Grecia     | 6  | 4 | 2 | 0 | 2 | 3  | 4  | -1 |
| 2   | C1 | Albania    | 3  | 4 | 1 | 0 | 3 | 1  | 8  | -7 |
| 3   | C4 | Montenegro | 1  | 4 | 0 | 1 | 3 | 1  | 5  | -4 |
| 4   | C3 | Cipro      | 1  | 4 | 0 | 1 | 3 | 2  | 7  | -5 |

Nota:
Cipro riammesso in Lega C della UEFA Nations League 2020-2021 per via della riforma della competizione in vigore a partire dalla stagione successiva.

## Statistiche

### Classifica marcatori
6 reti
- Aleksandar Mitrović (1 rigore)

5 reti
- James Forrest

4 reti
- Ádám Szalai

3 reti
- Teemu Pukki

- Stefan Mugoša (1 rigore)

2 reti
- Božidar Kraev
- Stefan Johansen
- Ola Kamara

- Nicolae Stanciu (1 rigore)
- George Țucudean
- Adem Ljajić

- Miha Zajc

1 rete
- Taulant Xhaka
- Kiril Despodov
- Nikolaj Dimitrov (1 rigore)
- Galin Ivanov
- Todor Nedelev
- Radoslav Vasilev
- Grīgorīs Kastanos
- Fōtīs Papoulīs
- Pieros Sōtīriou
- Panagiotis Zachariou
- Henri Anier
- Siim Luts
- Glen Kamara
- Pyry Soiri
- Kōstas Fortounīs
- Kōstas Manōlas
- Kōstas Mītroglou

- László Kleinheisler
- Ádám Nagy
- Dominik Nagy
- Willi Orban
- Roland Sallai
- Tomer Hemed
- Beram Kayal
- Dor Peretz
- Dia Saba
- Eran Zahavi
- Rolandas Baravykas
- Deimantas Petravičius
- Artūras Žulpa
- Marko Janković
- Boris Kopitović
- Stefan Savić (1 rigore)
- Darko Zorić

- Mohamed Elyounoussi
- Bjørn Maars Johnsen
- Ole Kristian Selnæs
- Alexandru Chipciu
- Claudiu Keșerü
- Alexandru Maxim
- George Pușcaș
- Steven Fletcher (1 rigore)
- Ryan Fraser
- Charlie Mulgrew (1 rigore)
- Steven Naismith
- Aleksandar Prijović
- Dušan Tadić (1 rigore)
- Robert Berič
- Nejc Skubic
- Benjamin Verbič

Autoreti
- Berat Djimsiti (1, pro  Scozia)
- Albin Granlund (1, pro  Grecia)
- Vasilīs Lampropoulos (1, pro  Estonia)

- Máté Pátkai (1, pro  Estonia)
- Artūras Žulpa (1, pro  Serbia)
- Kieran Tierney (1, pro  Israele)

- Petar Stojanović (1, pro  Cipro)